# Meglena Kuneva
Meglena Kuneva (Меглена Кунева; Szófia, 1957. június 22.) bolgár politikus, az Európai Bizottság fogyasztóvédelemért felelős biztosa (2007–2010).

## Tanulmányai
Kuneva Szófiában végezte jogi tanulmányait a Szófiai Kliment Ohridszki Egyetemen 1981-ben, később a Georgetown Egyetemen tanult külügyi ismereteket és környezetvédelmi jogot, majd a Turkui Egyetemen és Oxfordban folytatta tanulmányait.
1987 és 1991 között a Bolgár Nemzet Rádió szerkesztője volt.

## Politikai pályája
Politikai pályáját az 1990-es években kezdte. 2001 júniusától parlamenti képviselő, és miniszterhelyettes, később Európa ügyi miniszter valamint az ország EU főtárgyalója lett.
2006-ban az Európai Bizottság tagja lett.

## Elismerései
2004-ben Jacques Chirac a Francia Köztársaság Becsületrendjét adományozta Kunevának. Kitüntette még többek között az olasz és a portugál elnök.

## Magánélete
Kuneva férjezett, a házaspárnak egy fia van.